# Jablunický průsmyk
Jablunický průsmyk, též Tatarský průsmyk (ukrajinsky Яблуницький перевал), je významný průsmyk na pomezí Zakarpatské a Ivanofrankivské oblasti Ukrajiny, spojující na severu údolí Prutu s údolím Tisy na jihu. Leží v nadmořské výšce 931 m na území Huculů.
Průsmykem prochází významná silnice N-09 z Jasině na jihozápadě do Jaremče na severovýchodě.
Železniční trať Sighetu Marmației – Ivano-Frankivsk křižuje hlavní rozvodný hřeben Karpat tunelem 6 km jihovýchodně.